# Plaza Sucre (métro de Caracas)
Pour les articles homonymes, voir Sucre (homonymie).
Plaza Sucre est une station de la ligne 1 du métro de Caracas, inaugurée le 2 janvier 1983 avec la ligne.